# Phalera assimilis
Phalera assimilis är en fjärilsart som beskrevs av Bremer-grey 1852. Phalera assimilis ingår i släktet Phalera och familjen tandspinnare. Inga underarter finns listade i Catalogue of Life.